# Ligamentum supraspinale

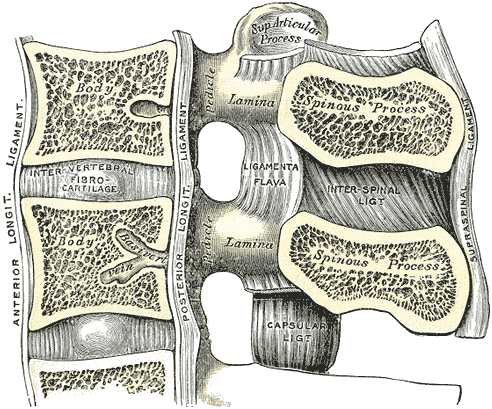
Schnitt durch zwei Wirbel. Das Ligamentum supraspinale ist rechts gelegen.

Das Ligamentum supraspinale („Dornfortsatzband“) ist ein starkes Band aus straffem kollagenen Bindegewebe, das die Dornfortsätze vom siebten Halswirbel bis zum Kreuzbein verbindet. Es stellt, neben den Wirbelgelenken, Bandscheiben und den übrigen Wirbelsäulenbändern (Ligamentum flavum, Ligamentum longitudinale anterius, Ligamentum longitudinale posterius, Ligamentum interspinale, Ligamentum intertransversarium), die mechanische Stabilität der Wirbelsäule her.
Die oberflächlich gelegenen Kollagenfasern erstrecken sich über drei bis vier Wirbel, die tiefsten verkehren nur zwischen zwei benachbarten Wirbeln. Im Halsbereich setzt sich das Ligamentum supraspinale in das Nackenband (Ligamentum nuchae) fort.